# Marek Richard Mann
Marek Richard Mann (auch: Marek Mann) (* 4. Mai 1942 in Lemberg)  ist ein deutscher Maler, Graphiker, Illustrator und Kinderbuchautor.  

## Leben
Mann studierte in den Jahren 1962 bis 1968 Grafik bei Henryk Tomaszewski und Waclaw Waskowski, Buchillustration bei Jan Marcin Szancer sowie Malerei bei Juliusz Studnicki und Stanislaw Poznanski an der Akademie der Bildenden Künste Warschau. 1968 schloss er diese mit einem Magister ab. In den Jahren 1967 bis 1975 arbeitete er als Maler, Grafiker und Illustrator.
Von 1975 bis 2016 ist Marek Mann als freischaffender Maler und Grafiker in Köln tätig. Er entwirft Plakate, Cover für Platten, Buchumschläge, illustriert Zeitschriften und Bücher, darunter 48 Kinderbücher, bei denen er meist auch Autor ist. Als Jazz-Drummer nahm Mann an zahlreichen Konzerten und Musikaufnahmen teil. Der Zyklus „Jam Session“ ist eine Verbindung seiner beiden Passionen. Seit 2016 lebt und arbeitet Marek Mann in Brasilien.

## Werke (Auswahl)
- mit Anja Usemann und Wolf-Ingo Usemann: Zauberlehrling Zilla. Zweipunkt-Verlag, Neu-isenburg, 1981, ISBN 3-88168-907-9
- mit Hannelore Kügl: Einmal rechts – einmal links. Zweipunkt-Verlag, Neu-Isenburg, 1982, ISBN 3-88168048-9
- mit Brita Nasarski: Zölestin: Ein Märchen für Erwachsene. Westkreuz-Verlag, Berlin, Bonn, Bad Münstereifel-Hummerzheim, 1984, ISBN 3-922131-22-0
- Ellenlang und stoppelkurz. Pestalozzi-Verlag, Erlangen, 1986, ISBN 3-614-22502-X
- Rasendschnell und schneckenlangsam. Pestalozzi-Verlag, Erlangen, 1986, ISBN 3-614-22503-8
- Schlafe, mein Prinzchen ... und andere Lieder zur guten Nacht. Pestalozzi-Verlag, Erlangen, 1987, ISBN 3-614-28052-7
- Ri-ra-rutsch und andere Kinderlieder. Pestalozzi-Verlag, Erlangen, 1987, ISBN 3-614-28051-9
- Was hörst du?. Pestalozzi-Verlag, Erlangen, 1988, ISBN 3-614-26561-7
- Was siehst du?. Pestalozzi-Verlag, Erlangen, 1988, ISBN 3-614-26562-5
- Was kannst du?. Pestalozzi-Verlag, Erlangen, 1988, ISBN 3-614-26563-3
- Was weißt du?. Pestalozzi-Verlag, Erlangen, 1988, ISBN 3-614-26564-1
- Dino, der Saurier: eine Geschichte. Mangold Verlag, Graz, 1991, ISBN 3-900301-72-7
- Schnürsenkelchen. Pestalozzi Verlag 2000, ISBN 3-6143-8371-7